# Science-Fiction-Jahr 1890
Übersicht

◄◄ | ◄ | 1886 | 1887 | 1888 | 1889 | Science-Fiction-Jahr 1890 | 1891 | 1892 | 1893 | 1894 | ► | ►►

Weitere Ereignisse

## Neuerscheinungen Literatur
| Deutscher Titel                                         | Deutschsprachiges Erscheinungsjahr | Originaltitel       | Autor                | Anmerkungen                                             |
| ------------------------------------------------------- | ---------------------------------- | ------------------- | -------------------- | ------------------------------------------------------- |
| In der Zehnmillionen-Stadt                              | –                                  | –                   | Oskar Justinus Cohn  |                                                         |
|                                                         |                                    | A Plunge into Space | Robert Cromie        |                                                         |
| Deutschland in 100 Jahren oder Die Galoschen des Glücks | –                                  | –                   | Michael Flürscheim   |                                                         |
| Freiland : Ein sociales Zukunftsbild                    | –                                  | –                   | Theodor Hertzka      |                                                         |
| Die letzten Menschen (Theaterstück)                     | –                                  | –                   | Wolfgang Kirchbach   |                                                         |
| Seifenblasen (Geschichtensammlung)                      | –                                  | –                   | Kurd Laßwitz         | Digitalisat: UB Düsseldorf Transkription auf Wikisource |
| Freiburg im Frühling 1980                               | –                                  | –                   | Löhl                 |                                                         |
| Ein Blick in die Zukunft                                | –                                  | –                   | Richard C. Michaelis |                                                         |
|                                                         |                                    | The Snake's Pass    | Bram Stoker          |                                                         |
| Das Jahr 1910                                           | –                                  | –                   | Vinzenz Till         |                                                         |

## Geboren
- Karel Čapek († 1938), prägte den Begriff Roboter in seinem Roman R.U.R.
- Dietrich Kärrner (Pseudonym von Artur Mahraun; † 1950)
- Heinz von Lichberg (Pseudonym von Heinz von Eschwege; † 1951)
- Heinrich Nowak († 1955)
- E. E. „Doc“ Smith († 1965), schuf den Lensmen-Zyklus
- Kurt Tucholsky († 1935)
- Franz Werfel († 1945)